# Joseph Tusiani
Joseph Tusiani (San Marco in Lamis, 14 gennaio 1924 – New York, 11 aprile 2020) è stato un poeta e traduttore statunitense, di origini italiane.
Pubblicò numerosi volumi di liriche inglesi e latine, e in dialetto garganico. Fu anche apprezzato come traduttore in inglese di opere italiane (i versi di Michelangelo, la Gerusalemme liberata  e Il mondo creato di Tasso, il Morgante del Pulci.

## Biografia
Giuseppe Tusiani, noto come Joseph Tusiani dopo il suo trasferimento in America, ebbe il soprannome di "Poeta dei due mondi" . Il padre, calzolaio, era emigrato negli Stati Uniti d'America pochi mesi prima che egli nascesse. Così dunque Giuseppe conobbe il padre solo tramite le sue lettere. Da giovanissimo entrò in seminario, ma nell'anno del noviziato abbandonò la strada della vocazione e tornò a San Marco in Lamis per diplomarsi al liceo classico e frequentare poi l'università. Si laureò in Lettere all'Università di Napoli nel 1947, con una tesi sul poeta William Wordsworth.
Subito dopo la laurea partì assieme alla madre per New York e si ricongiunse finalmente con il padre. Appena arrivato, cercò subito lavoro nelle università newyorkesi e, dopo aver incassato alcuni rifiuti, nel 1948 firmò un contratto con il College of Mount Saint Vincent (Bronx) dove insegnò per oltre vent'anni. Nel 1972 passò al Lehman College della City University of New York dove insegnò fino al 1983, anno in cui si ritirò dall'insegnamento e si dedicò solo all'attività di scrittore.
Iniziò a pubblicare poesie a diciotto anni e continuò poi negli Stati Uniti. Consigliato e incoraggiato dalla scrittrice Frances Winwar, compose poesie in lingua inglese e vinse il Greenwood Price nel 1956 (unico americano a vincerlo). Scrisse anche in lingua latina, pubblicando nel 1955 una prima raccolta di liriche. Nel frattempo diede alle stampe due romanzi e iniziò a scrivere anche nel dialetto garganico. Fu molto attivo negli ambienti culturali italoamericani, anche se ormai considerato come poeta statunitense. Partecipò, su invito, a un'iniziativa della ditta di cristalli Steuben: i migliori trentuno scultori d'America interpretarono una poesia dei trentuno migliori poeti statunitensi.
Nel 2015, in occasione dell'anniversario dantesco dei 750 anni dalla nascita del divino poeta fu ripubblicato dalla Levante il suo romanzo giovanile Dante in licenza, a cura e con un saggio di Delio De Martino. Il libro venne presentato presso il Circolo Unione di Bari in occasione dell'inaugurazione del festival Dante, l'immaginario, diretto dal professor Daniele Maria Pegorari.
Nel 1999 fu insignito dalla Regione Puglia del Premio Puglia. 
Il 9 gennaio 2016 fu nominato Poeta Laureato Emerito dello Stato di New York dal Governatore Andrew Cuomo.
Tusiani, che ogni anno ritornava nell'amata Puglia in tarda primavera, morì l'11 aprile 2020 a 96 anni in Manhattan, dove viveva.

## Opere
(elenco parziale)
- Joseph Tusiani, La natura nella poesia di William Wordsworth, Napoli, Università di Napoli, 1947.
- Joseph Tusiani, Petali sull'onda : poesie, New York, Euclid publishing, 1948.
- Joseph Tusiani, La poesia amorosa di Emily Dickinson, New York, The Venetian press, 1950.
- Joseph Tusiani, Dante in licenza, Verona, Nigrizia, 1952.
- Joseph Tusiani, David Gray and Sergio Corazzini: A Parallel, in Mario Praz (a cura di), English Miscellany. A Symposium of History Literature and the Arts, Roma, Edizioni di Storia e Letteratura, 1958,  pp. 315-28.
- Joseph Tusiani, Mallo e gheriglio; La quinta stagione, traduzione di Maria C. Pastore Passaro, Roma, Bulzoni, 1987.
- Joseph Tusiani, In una casa un'altra casa trovo : autobiografia di un poeta di due terre, a cura di Raffaele Cera e Cosma Siani, Milano, Bompiani, 2016.

### Curatele, prefazioni e traduzioni
- Dante Alighieri, Inferno da La Divina Commedia di Dante Alighieri: in vernacolo pugliese/Nicola Testi, prefazione di Joseph Tusiani, Firenze, Vallecchi, 1958.
- Antonio Motta, Poesia per Leonardo, traduzione inglese di Joseph Tusiani; note di Elio Filippo Accrocca e Gesualdo Bufalino, Manduria, Lacaita, 1992.
- Lalla Romano, L'autunno, traduzione inglese e nota di Joseph Tusiani; postfazione di Carlo Bo, San Marco in Lamis, Archivio del Novecento, 2003.